# Dolichopus monochaetus
Dolichopus monochaetus är en tvåvingeart som beskrevs av Smirnov 1948. Dolichopus monochaetus ingår i släktet Dolichopus och familjen styltflugor. Inga underarter finns listade i Catalogue of Life.